# Марченко, Владимир Никитович
Влади́мир Ники́тович Ма́рченко (07.08.1916, Гомельская область — 17.04.1945) — командир расчёта 76-миллиметрового орудия 1054-го стрелкового полка 301-й стрелковой дивизии 5-й ударной армии 1-го Белорусского фронта, старшина. Полный кавалер ордена Славы.

## Биография
Родился 25 июля 1916 года в деревне Губоревичи Хойникского района Гомельской области Белоруссии в крестьянской семье. Белорус.
В Красной Армии с 1937 года. Служил в артиллерии. Участник Великой Отечественной войны с июня 1941 года. Воевал на Северо-Кавказском, 3-м и 4-м Украинских, 1-м Белорусском фронтах. Участвовал в обороне Северного Кавказа и Кубани, освобождении Донбасса, юга Украины, Молдавии, Польши, в боях на территории Германии. 
Уже 6 июля 1941 года был награждён медалью «За отвагу». 
Командир расчёта 76-мм орудия 1054-го стрелкового полка старший сержант В. Н. Марченко 26 августа 1944 года в бою у села Альбина при попытке противника прорвать кольцо окружения огнём из орудия ликвидировал 3 пушки, пулемет и до 20 вражеских солдат. Приказом по 301-й стрелковой дивизии № 44 от 22 сентября 1944 года награждён орденом Славы III степени.
Командир расчёта 76-мм орудия 1054-го стрелкового полка старшина В. Н. Марченко с артиллеристами вверенного ему расчёта в боях за удержание плацдарма на левом берегу реки Одер у польского города Ортвич 6 февраля 1945 года огнём из орудия прямой наводкой поразили 3 танка и 3 пулемётные точки противника. Приказом № 77 по 5-й ударной армии от 29 марта 1945 года награждён орденом Славы II степени.
16 апреля 1945 года в наступательном бою на Кюстринском плацдарме с бойцами расчёта уничтожил 6 огневых точек противника, около 30 вражеских солдат, 2 бронетранспортёра. Был тяжело ранен, но поля боя не покинул. Умер от ран 17 апреля 1945 года. Похоронен на городском кладбище города Кюстрин.
Указом Президиума Верховного Совета СССР от 15 мая 1946 года старшина Марченко Владимир Никитович посмертно награждён орденом Славы I степени.

## Награды
Награждён орденами Славы I, II и III степени, медалями, в том числе медалью «За отвагу».

## Память
- Имя В. Н. Марченко присвоено ГУО "Стреличевская средняя школа"[1] .
- Стела на Аллее Славы в Хойниках в честь Героя.